# Rektoratskirche Wien-Margaretenstraße

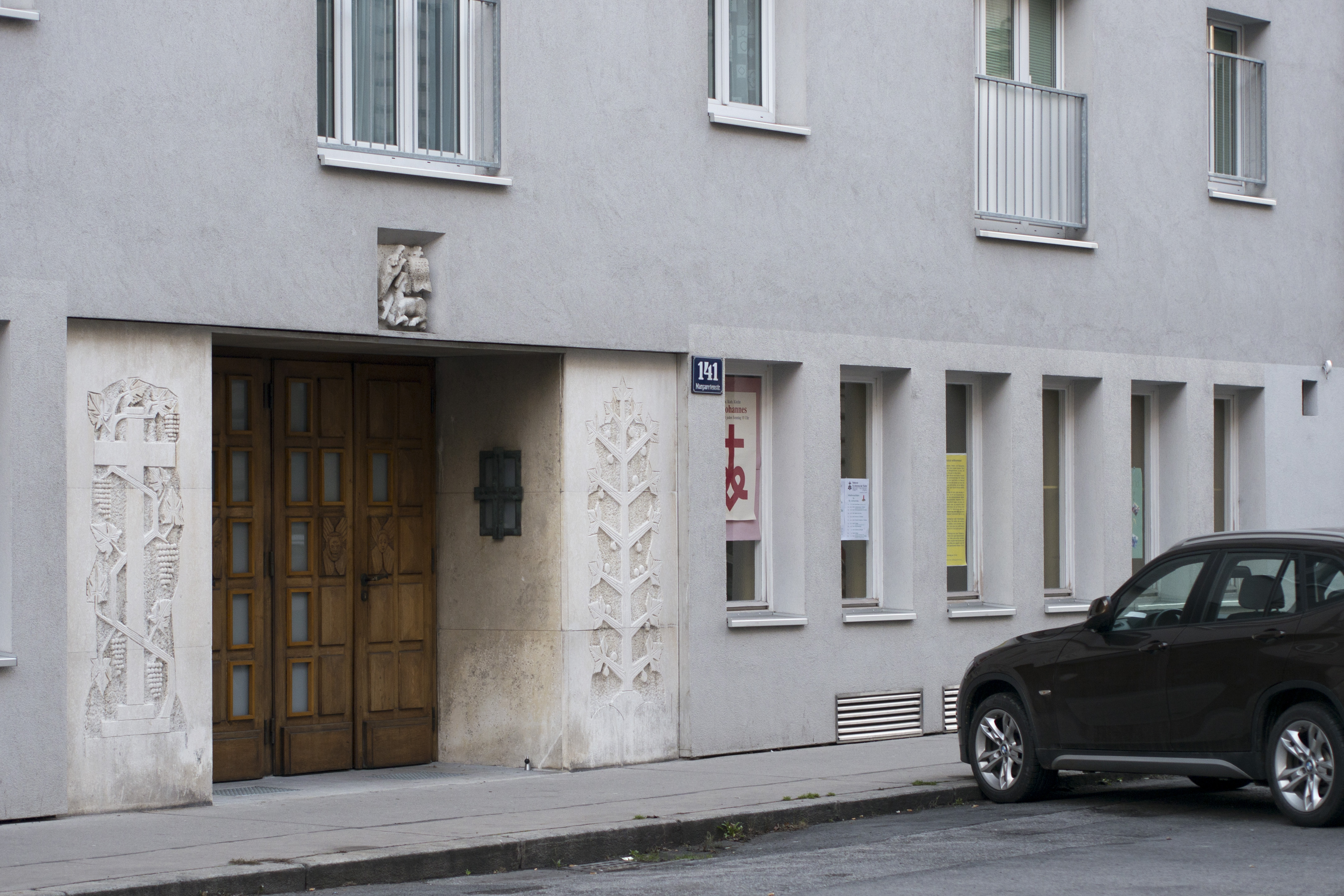
Wohnhaus mit Kirche

Die Rektoratskirche Wien-Margaretenstraße ist Teil einer Wohnhausanlage in der Margaretenstraße im 5. Wiener Gemeindebezirk Margareten in Wien. Die römisch-katholische Rektoratskirche hl. Johannes der Täufer gehört zum Stadtdekanat 4/5 im Vikariat Wien Stadt der Erzdiözese Wien.

## Geschichte
Die Rektoratskirche, weil in eine Wohnhausanlage eingebunden anfangs auch Wohnhauskirche genannt, wurde 1965 vom Erzbischof-Koadjutor Franz Jachym geweiht.

## Kirchenbau
Beim Eingangsbereich zeigt die Steinreliefs Kreuz mit einer Weinranke und den Lebensbaum des Bildhauers Franz Barwig der Jüngere.

## Ausstattung
Der Holzkruzifix, der Steintabernakel, die Figur Madonna mit Kind schuf Franz Barwig der Jüngere.